# Полагнюк, Василий Васильевич
Василий Васильевич Полагнюк (укр. Василь Васильович Полагнюк, позывной — Кинолог; 28 декабря 1990, Текуча — 12 мая 2024, Днепр) — украинский военнослужащий, майор, участник российско-украинской войны. Герой Украины (2025, посмертно).

## Биография
Родился 28 декабря 1990 года в селе Текуча Яблуновской общины Ивано-Франковской области. Долгое время проживал в Киеве. Был профессиональным кинологом.
С началом полномасштабного вторжения России в Украину в 2022 году вступил в ряды Национальной гвардии Украины. Сначала служил в 25-й отдельной бригаде охраны общественного порядка имени князя Аскольда, затем перевёлся в бригаду «Буревий».
7 мая 2024 года получил смертельное ранение в бою в Серебрянском лесу на Луганщине. Умер 12 мая 2024 года в Днепре. Похоронен в родном селе.
У него остался сын Максим.

## Награды
- Звание «Герой Украины» с удостоением ордена «Золотая Звезда» (26 февраля 2025, посмертно) — за личное мужество и героизм, проявленные в защите государственного суверенитета и территориальной целостности Украины, верность военной присяге[2].